# The Lincoln Lawyer
The Lincoln Lawyer és una sèrie de televisió estatunidenca de drama legal creada per David E. Kelley i desenvolupada per Ted Humphrey, basada en la novel·la de 2008 El veredicte de Michael Connelly, una seqüela de la seva novel·la L'innocent. És protagonitzada per Manuel Garcia-Rulfo com a Mickey Haller, un advocat defensor de Los Angeles que treballa des d'un vehicle esportiu del model Lincoln Navigator amb xofer en lloc d'una oficina. Neve Campbell, Becki Newton, Jazz Raycole, Angus Sampson i Christopher Gorham també interpreten papers protagonistes. S'ha subtitulat al català.
Es va estrenar a Netflix el 13 de maig de 2022. Va rebre valoracions generalment positives de la crítica. El juny de 2022, la sèrie es va renovar per a una segona temporada basada en la novel·la de 2011 de Connelly, El cinquè testimoni (el quart llibre de la sèrie de llibres de Mickey Haller); s'espera que estigui disponible el 2023.

## Premissa

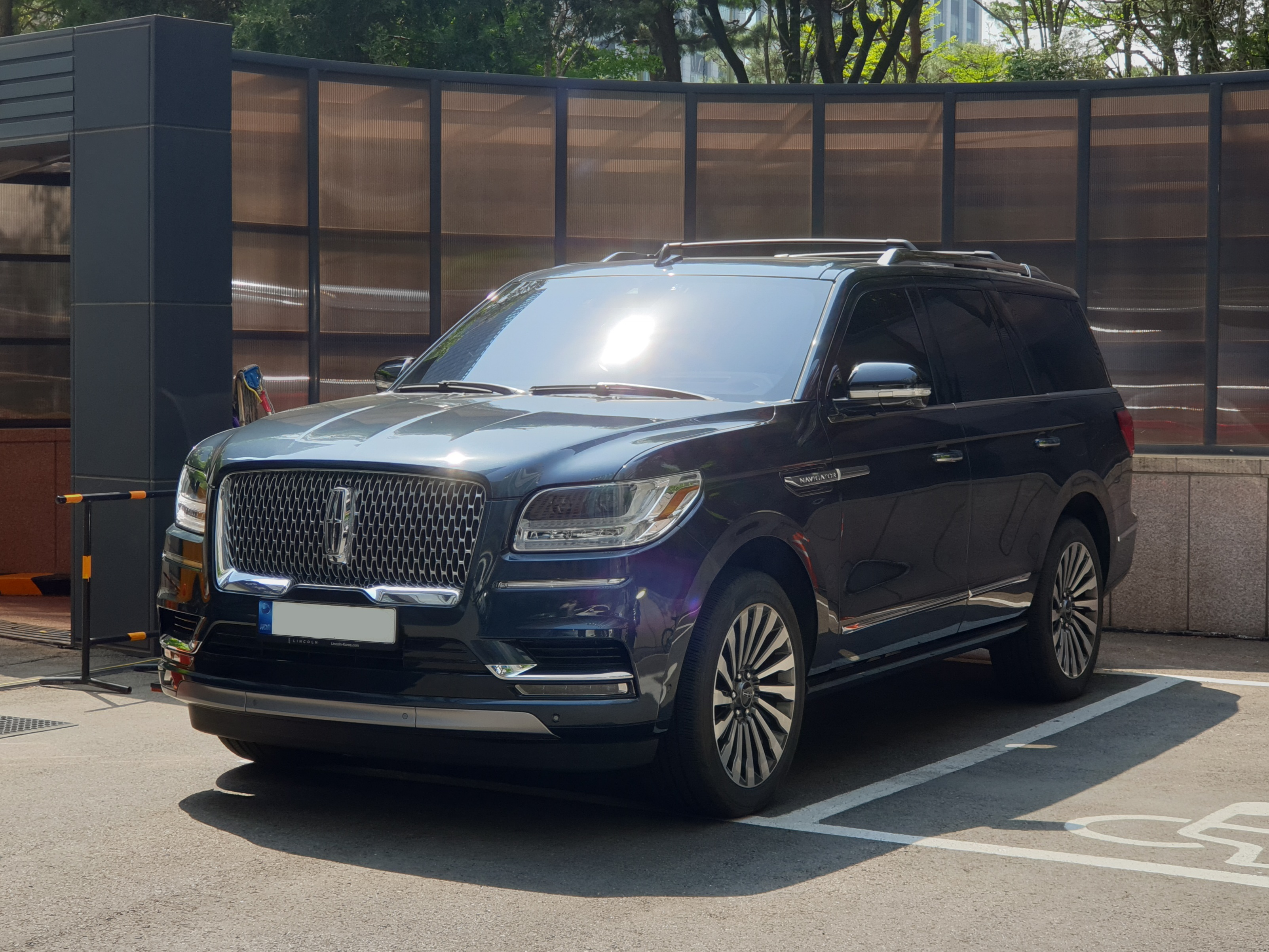
Un Lincoln Navigator força semblant al de Michael Haller.

L'advocat Mickey Haller treballa a la part posterior del seu Lincoln Navigator mentre assumeix casos a Los Angeles.